# Trenton (Michigan)
Trenton ist eine Stadt im Wayne County, Michigan im Südosten des US-amerikanischen Bundesstaates Michigan. Das U.S. Census Bureau hat bei der Volkszählung 2020 eine Einwohnerzahl von 18.544 ermittelt. Trenton gehört zu Downriver, einer Gruppe von (hauptsächlich) Arbeitervororten am Westufer des Detroit Rivers innerhalb von Metro Detroit, der Metropolregion um die Stadt Detroit.

## Geschichte
Volksmündlich gilt Abram Caleb Truax als Stadtgründer. Dieser wurde 1816 nach dem Ende des Britisch-Amerikanischen Krieges von der US-Regierung ein Flurstück am Detroit-River im Michigan-Territorium verliehen. Allerdings wurde Trenton erst nach dem Errichten einer Werft 1834 von Giles Bryan Slocum und dem sich daraus ergebenden Erfolg als Zentrum des Dampfschiffbaus 1855 als Dorf eingetragen. 
Der Kaufmann Solomon Sibley aus Detroit (später Bundesanwalt und Politiker) hat den Abbau von Kalkstein etwas nördlich von dem damaligen Ortskern begonnen. Steine aus dem Steinbruch wurden bei dem Bau von vielen Gebäuden in Detroit verwendet. Später wurde er an Austin Church verkauft, der den Kalkstein in der heute noch bekannten Hausnatron-Marke Arm & Hammer benutzte.

## Industrie
Die Stadt hat viele verschiedene Fabriken von Firmen wie z. B. Chrysler (Motorwerk), Solutia (Chemiefabrik) und Detroit Edison (Kraftwerk), die viele der Einwohner beschäftigen. Das Krankenhaus „Oakwood Southshore Medical Center“ (früher Seaway Hospital) befindet sich innerhalb der Stadtgrenzen und verfügt über 203 Betten. Auch das ehemalige Stahlwerk „McLouth Steel“ steht dort.

## Söhne und Töchter der Stadt
- Der ehemalige US-Präsident George H. W. Bush wohnte mit seiner Frau Barbara während eines Einsatzes bei der Naval Air Station auf Grosse Ile vorübergehend in Trenton.
- Die Schauspielerin Mary Lynn Rajskub (24) ist in Trenton aufgewachsen.
- Der US-Postminister Donald M. Dickinson wohnte in Trenton.
- Der Wrestler und Schauspieler Kevin Nash wurde in Trenton geboren.
- Der Eishockeyspieler Larry DePalma ist in Trenton aufgewachsen.
- Der Eishockeyspieler Andy Greene wurde in Trenton geboren.
- Die Science-Fiction- und Fantasy-Autorin Sarah Zettel ist in Trenton aufgewachsen.
- Der Eishockeyspieler Mike Rucinski wurde in Trenton geboren.